# Enhet 100
Enhet 100 var en militär enhet inom den Kejserliga japanska armén. Det var en del av Departementet för Epidemisk Prevention och Vattenrening och låg under Kempeitai, japanska militärpolisen. Enheten var stationerad i byn Mokotan utanför Changchun mellan 1936 och 1945. Enhet 100 ägnade sig åt att utveckla biologiska vapen genom olagliga och dödliga mänskliga experiment. 

## Historik
Enheten uppskattas ha varit den största av sitt slag näst efter Enhet 731. Dess fokus var experiment på djur och växter; experiment med djursjukdomar, och utvecklandet av olika typer av gifter. Den inhystes i en stor taggtrådsomgiven betonganläggning vid byn Mokotan utanför staden Changchun. Ett stort antal djur hölls på anläggningen. Där fanns också stora växthusanläggningar för odlingen av växter. Anläggningen var något mindre än Enhet 731: dess personal bodde inte på anläggningen. 
Till skillnad från Enhet 731 var dess huvudfokus inte mänskliga experiment. Men trots detta uppskattas fler människor ha dött på Enhet 100 än någon annan näst efter Enhet 731. Djursjukdomarna och gifterna som utvanns från växtodlingarna prövades ut på människor. Bland annat utvecklades djursjukdomar som sedan överfördes på människor. Man utförde också experiment på människor med olika gifter från plantor. Till skillnad från vad som var fallet på Enhet 731, användes fångarna på Enhet 100 för bara ett enda experiment innan de mördades.    
9 augusti 1945 inleddes Sovjets invasion av Manchuriet. Enhet 100 gav de återstående fångarna och kinesiska arbetarna cyanidinjektioner, förgiftade sextio hästar med rots och släppte dem lösa tillsammans med tusentals pestsmittade råttor 20 augusti, sprängde byggnaderna med dynamit och evakuerade den japanska personalen.